# Valerie Amos
Lady Valerie Ann Amos (13 de marzo de 1954, Georgetown), es una socióloga y política británica. Secretaria General Adjunta de Asuntos Humanitarios y Coordinador del Socorro de Emergencia de las Naciones Unidas.

## Biografía
Nacida en la antigua colonia británica de Guayana, territorio actualmente correspondiente a la República Cooperativa de Guyana. Estudió una licenciatura en sociología en la Universidad de Warwick y tiene un máster en estudios culturales en la Universidad de Birmingham.
Entre 2003 y 2007, ejerció como ministra de Gabinete del Reino Unido, Líder de la Cámara de los Lores y Secretaria de Estado para el Desarrollo Internacional.
De 2007 a 2009, fue miembro de la Sociedad Real Africana. 
El 9 de julio de 2010, Valerie Amos fue anunciada como Secretaria General Adjunta de Asuntos Humanitarios y Coordinadora del Socorro de Emergencia de las Naciones Unidas.
En el 2013, fue elegida una de las 50 personas mejor vestidas y con estilo.
En 2022 fue condecorada como ''Señora Compañera'' miembro de la nobilisima Orden de la Jarretera por concesión de la reina Isabel II.
Valery Amos no contrajo nunca matrimonio y no tiene hijos.